# Rise of the Dragon
Rise of the Dragon (Rise of the Dragon: A Blade Hunter Mystery au Japon) est un jeu vidéo d'aventure sorti en 1990 et fonctionne sur Mega-CD, DOS, Amiga et Mac OS. Le jeu a été développé par Dynamix et édité par Sierra.

## Accueil
| Rise of the Dragon |      |       |
| Média              | Nat. | Notes |
| Adventure Gamers   | US   | 2,5/5 |
| Dragon Magazine    | US   | 5/5   |